# Shiroi Yuki
Shiroi Yuki (白い雪) è un singolo della cantante giapponese Mai Kuraki, pubblicato nel 2006 ed estratto dall'album One Life.

## Tracce
1. Shiroi Yuki (白い雪) – 4:49
2. Omoi no Hate ni... (想いの先に...) – 4:37